# Villa Berliner Straße 133

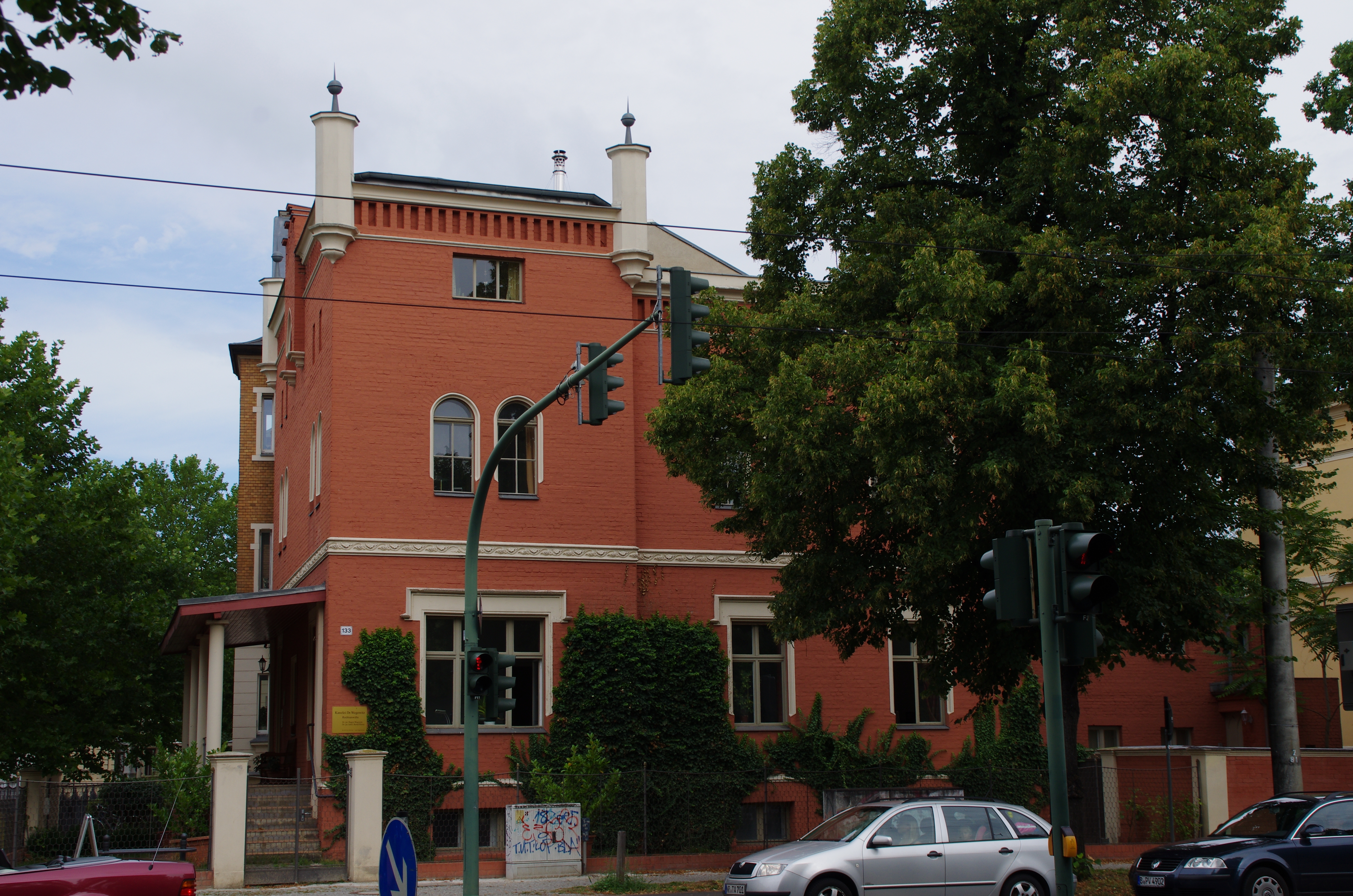
Villa Berliner Straße 133

Die Villa Berliner Straße 133, die sogenannte Rote Villa, ist ein großbürgerliches Wohnhaus in der Berliner Vorstadt von Potsdam und steht unter Denkmalschutz.

## Geschichte
Das Haus auf dem heutigen Eckgrundstück Berliner Straße / Otto-Nagel-Straße errichtete 1872–1873 das Potsdamer Baugeschäft Gebr. Petzholtz, den Entwurf fertigte Hofbau- und Hofmaurermeister Ernst Petzholtz. Die Adresse lautete zur Bauzeit Neue Königstraße 49b, später änderte sich die Hausnummer in 107. Nach der Fertigstellung erwarb ein Herr von Ziethen das Haus, Leutnant und spätestens 1882 Rittmeister im Garde-Husaren-Regiment. Von Ziethen verkaufte das Anwesen 1892 an den Restaurateur Gustav Lübnitz, der in dem Gebäude die Gaststätte Zur gemütlichen Klause betrieb, die er später an mehrfach wechselnde Gastwirte verpachtete. 1892 baute Petzholtz für Lübnitz das nördlich angrenzende Stallgebäude zu Wohnräumen um.
Laut Potsdamer Adressbuch für 1914 war wohl der Sohn gleichen Namens, der Schlosser und Anschläger Gustav Lübnitz, der nachfolgende Eigentümer. Er verpachtete die Gaststätte an Martin Schemkowski. Laut Adressbuch für 1922 gehörte das Haus anschließend dem Gastwirt Schemkowski, der Schlosser Lübnitz war bis 1928 einer der Bewohner. Anfang der 1930er Jahre beherbergte das Gebäude zudem die Geschäftsstelle des Brandenburgischen Wirteverbandes im Regierungsbezirk Potsdam, Provinzialverband des Deutschen Gastwirteverbandes e. V., und die Geschäftsstelle des Märkischen Gastwirtevereins Potsdam e. V. Die „Rote Villa“ wurde noch bis 1999 von verschiedenen Betreibern gastronomisch genutzt. Nach Leerstand und Sanierung sind in dem Haus seit 2004 Büro- und Wohnräume untergebracht.

## Architektur
Das aus zwei unterschiedlich hohen Bauteilen bestehende Gebäude ist dreigeschossig mit flachem Dach sowie zweigeschossig mit ausgebautem Dachgeschoss und flachem Walmdach. Der backsteinsichtige Bau erhielt einen roten Farbanstrich, der dem Haus die Bezeichnung „Rote Villa“ gab. In hellem Farbton gehaltene Fenstereinfassungen und Gesimse – das Gesims zwischen Erd- und Obergeschoss mit Blattornament – heben sich von der Farbgebung der Wandflächen ab. Hölzerne Kreuzstockfenster im Erdgeschoss und paarweise angeordnete Rundbogenfenster im Obergeschoss belichten die Innenräume. Ein stilisierter Zinnenkranz unterhalb der Dachtraufe, oktogonale Ziertürmchen an den Ecken und ein getreppter Ziergiebel mit Figurennische geben dem Gebäude ein burgenhaftes Erscheinungsbild. Der überdachte, auf der Südwestseite liegende Eingangsbereich ist über eine Freitreppe erreichbar.